# Karl Küpper

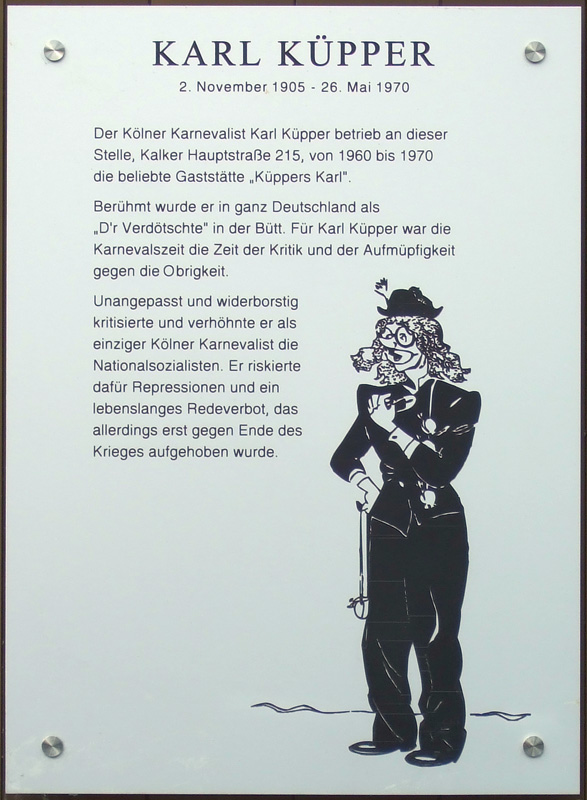
Gedenktafel für Karl Küpper am Haus Kalker Hauptstr. 215 in Köln-Kalk.

Georg Karl Küpper (* 2. November 1905 in Düsseldorf; † 26. Mai 1970 in Köln) war ein Büttenredner des Kölner Karnevals. Der als „D’r Verdötschte“ (Kölsch für eine verrückte, verwirrte, tölpelhafte Person) auftretende Küpper gilt als einer der wenigen deutschen Karnevalisten, die sich offen gegen die Nationalsozialisten positionierten und sie in ihren Programmen persiflierten.

## Leben und Werk
Ab 1927 stieg der gelernte Buchdrucker zum Nebenerwerb im Karneval in „die Bütt“ und profilierte sich als Redner im Sitzungskarneval. Während der offizielle Karneval und seine Protagonisten sich unter der NS-Diktatur zu weiten Teilen mit dem Nationalsozialismus arrangierten, stellte Küpper seine distanzierte Haltung zum NS-Regime auf der Karnevalsbühne subtil, aber auch offen zur Schau.
Zunächst wirkte Küpper noch bei Unterhaltungssendungen im NS-kontrollierten Radio mit, stellte dies aber später mit der Begründung „Die dunn do immer su komisch ‚Hallo‘ roofe“ – eine Anspielung auf den Hitlergruß – ein. Den von Nationalsozialisten erwarteten Hitlergruß nutzte er auch für eine oft zitierte Nummer auf der Karnevalsbühne: Er betrat die Bühne, hob den rechten Arm und sagte zur Überraschung des Publikums: „Su huh litt bei uns dr Dreck em Keller!“ – „So hoch liegt bei uns der Dreck im Keller!“. Oder er fragte, die Hand erhebend, ob es gerade regnet: „Es et am rähne?“

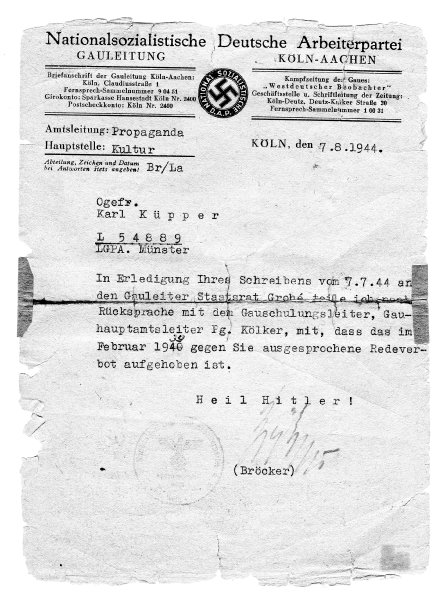
Aufhebung des Redeverbots 1944 durch die NSDAP-Gauleitung Köln-Aachen

Aufgrund seiner Popularität wurde er trotz seiner oppositionellen Haltung weiterhin zu großen Sitzungen eingeladen. Im Jahre 1939 ereilte ihn jedoch ein lebenslanges Redeverbot nach dem Heimtückegesetz wegen Verächtlichmachung des Deutschen Grußes sowie von NS-Würdenträgern und -Organisationen. Er missachtete es, obwohl er sich zeitweise täglich bei der Gestapo zu melden hatte. Um einer drohenden Verhaftung zu entgehen, meldete er sich schließlich zum Dienst in der Wehrmacht. Dort wurde er im Fronttheater eingesetzt, nachdem man sein Redeverbot aufgehoben hatte.
Zurück aus amerikanischer Kriegsgefangenschaft, trat Küpper bald wieder in Köln als Büttenredner auf. Neben den Zuständen unter der Besatzung nahm er in der Nachkriegszeit weiterhin auch den Nationalsozialismus und die aktuelle Politik aufs Korn, behandelte aber auch unpolitische Themen. Überhaupt sah er sich nie als Widerstandskämpfer, sondern als Karnevalist, der mit subversiver rheinischer Mentalität bis an die Grenzen der Narrenfreiheit ging.

### Nachkriegszeit

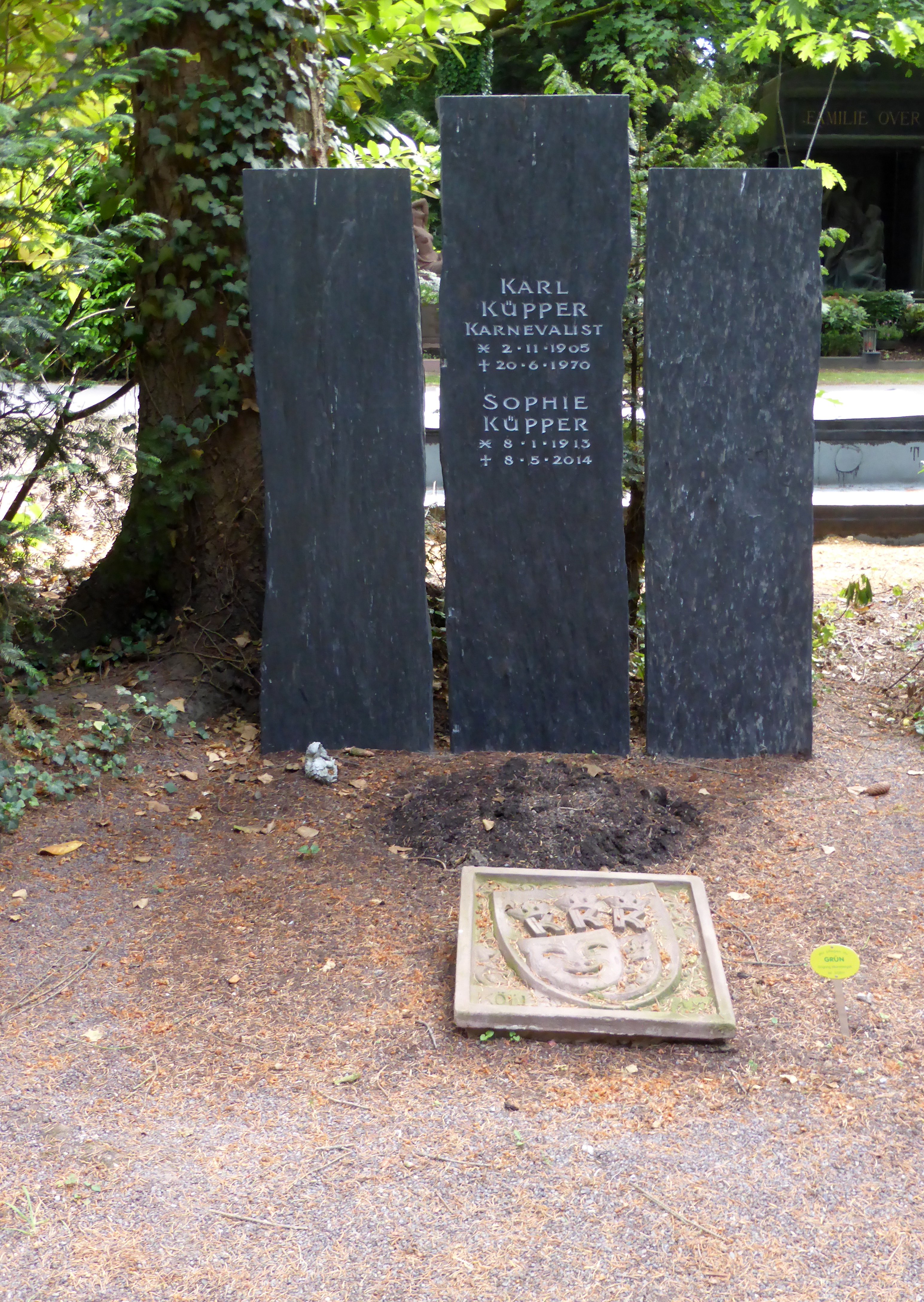
Grabstätte (Das Todesdatum von Karl Küpper ist falsch angegeben.)

1952 zeigte er in seiner Rede „D’r verdötschte Funk-Reporter“ wieder den Hitlergruß: „Et eß ald widder am rähne!“ Damit spielte er auf die Gefahr der Einflussnahme alter Eliten auf die Inhalte der Karnevalsreden an – in der Tat gewann beispielsweise Thomas Liessem, dessen Äußerungen und Haltungen zum Nachkriegskarneval eine Kontinuität zu seiner einschlägigen Rolle vor 1945 bescheinigt wurde, wieder an Einfluss im Festkomitee Kölner Karneval. Nachdem Küpper in seiner Rede auch die Wiedergutmachungsanträge deutscher Vertriebener aufs Korn genommen hatte, beschlossen sowohl der Festausschuss Kölner Karneval als auch der Bürgerausschuss Kölner Karneval, letzterer in einer pikanterweise von Liessem geleiteten Sitzung, ein faktisches Auftrittsverbot für Küpper, indem sie seine „Entgleisungen“ ablehnten und den Mitgliedsgesellschaften davon abrieten, ihn als Redner zu verpflichten.
Ungeachtet dessen feierte Küpper, z. T. mit entschärften Reden, in den 1950er Jahren große Erfolge als Büttenredner. Das Kölner Hänneschen-Theater ließ ihn 1953 als Stockpuppe auftreten.
Im Jahr 1960 beendete Küpper seine Bühnenkarriere und betrieb im Anschluss eine Gaststätte in Köln-Kalk.
Karl Küpper verstarb 1970 im Alter von 64 Jahren in einem Kalker Krankenhaus. Er war seit 1941 mit Sofie Katharina geb. Hüsgen verheiratet. Die Grabstätte der Eheleute befindet sich auf dem Melaten-Friedhof (Flur 69 A).

## Ehrungen und Erinnerungen

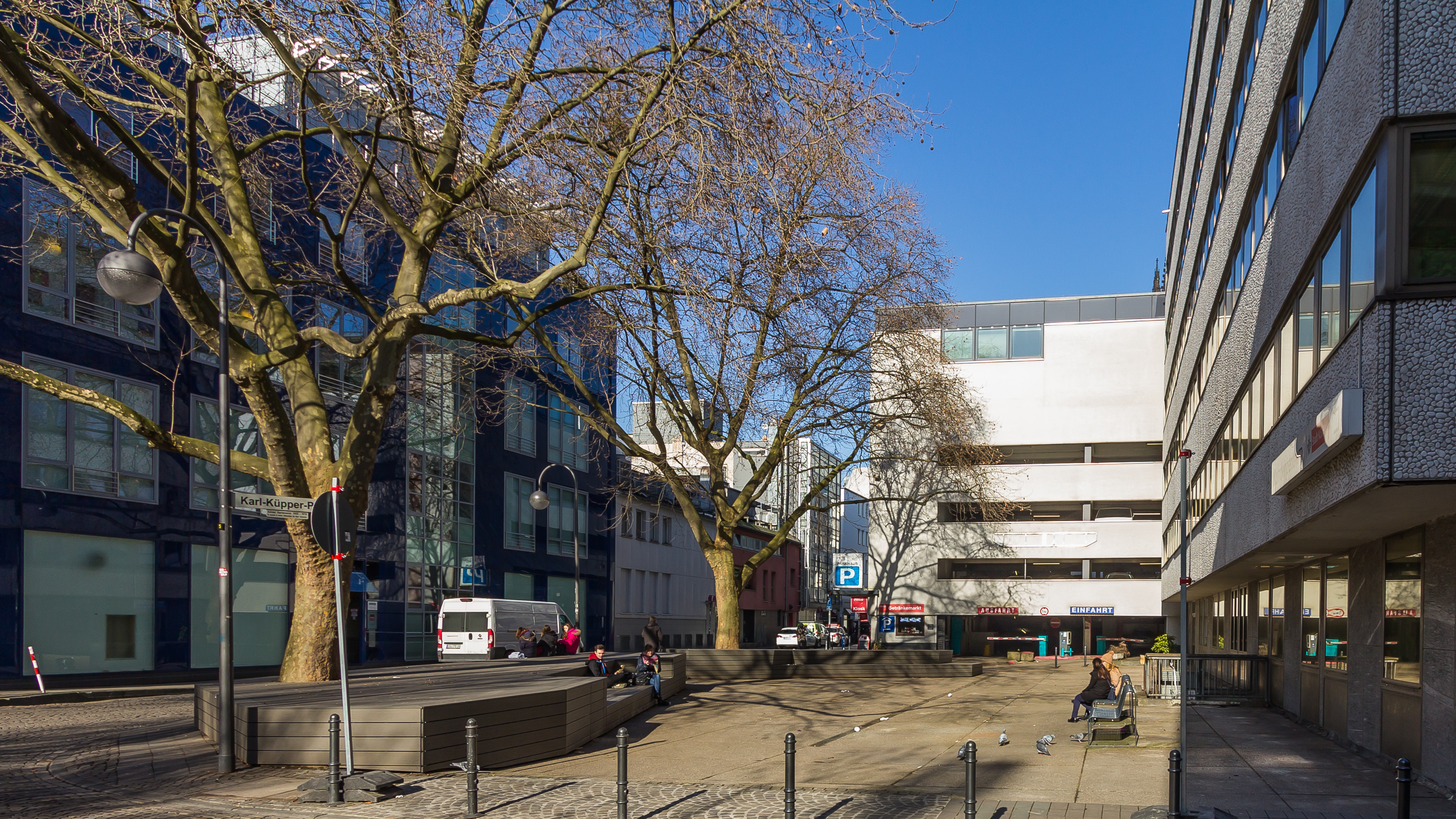
Karl-Küpper-Platz (2017)

Küpper wurde 1938 als bester Karnevalist Deutschlands ausgezeichnet, erhielt jedoch im Januar 1939 ein Redeverbot. Später erfuhr er, wie er in seinen letzten Lebensjahren mit Verbitterung bilanzierte, nie eine offizielle Ehrung durch die Stadt Köln oder Kölner Karnevalsgesellschaften für seine aufrechte antinationalsozialistische Haltung.
Nach seinem Tod wurde Karl Küpper unter anderem von der Stunksitzung und vom Kabarettisten Jürgen Becker zitiert und von der AG Arsch huh geehrt. Sein Sohn Gerhard stellte aus dem Nachlass Reden, Gedichte und Bilder für eine Veröffentlichung des Kalker Geschichtsvereins durch den Historiker Fritz Bilz zur Verfügung, die den Karnevalisten erstmals ausführlich würdigte. Das Kölner NS-Dokumentationszentrum im EL-DE-Haus zeigt in seinen Medienstationen einen Beitrag zu Karl Küpper in der NS-Zeit. In einer Ausstellung  „Kölle Alaaf unterm Hakenkreuz“ wurde 2011 seine Rede „Berichterstatter aus Abessinien“ von Mitte der dreißiger Jahre nachgesprochen. Seit November 2012 zeigt auch das Kölner Karnevalsmuseum im Rahmen seiner Dauerausstellung eine Vitrine mit Erinnerungsstücken aus dem Nachlass des Büttenredners.
2011 wurde eine Gedenktafel zur Erinnerung an Küpper an der Kalker Hauptstraße 215 angebracht, dem Haus, in dem er zehn Jahre lang eine Gaststätte betrieben hatte. Nach einer baubedingten Unterbrechung zwischen Juni 2019 und Mai 2021 hängt die Tafel dort neben dem Eingang einer Apotheke. In der Kölner Altstadt wurde im Mai 2011 an der Ecke Salomonsgasse/Marspfortengasse ein Platz nach ihm benannt. Ursprünglich hatte auch der Stadtbezirk Kalk einen Platz nach Küpper benennen wollen. Er gilt als einer der wenigen populären Unterhaltungskünstler Deutschlands, die sich offen gegen den Nationalsozialismus stellten.

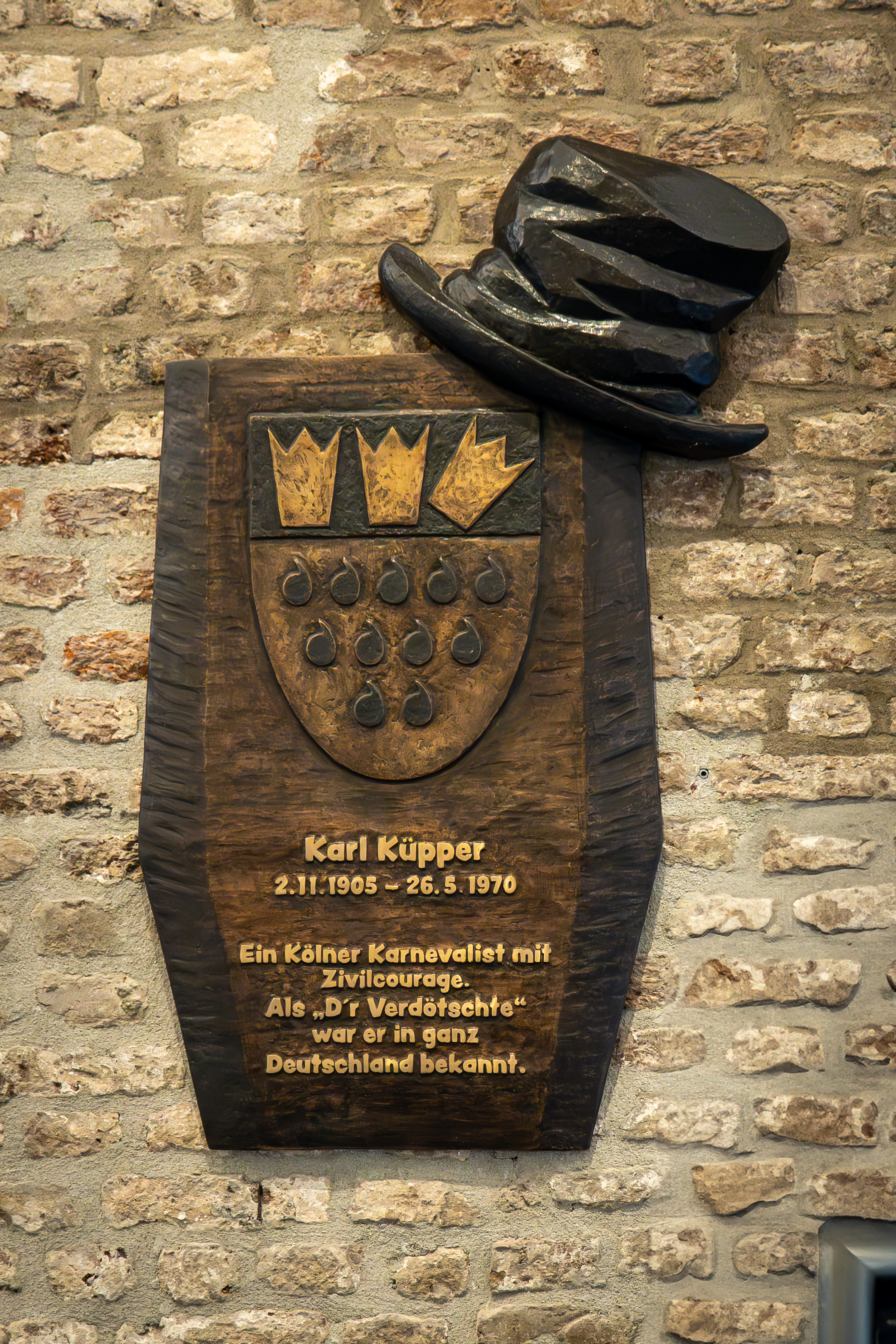
Tafel zu Karl Küpper im Kölner Gürzenich

Ein Antrag der  Kölner AfD-Ratsfraktion, zum 50. Todestag von Karl Küpper im Jahre 2020 neben der Errichtung eines Denkmals einen Karl-Küpper-Preis für die beste politische Büttenrede der Session mit einem Preisgeld von 11.111 Euro aus Mitteln der Projektförderung „Antirassismus-Training“ auszuloben, wurde mit großer Mehrheit im Rat abgelehnt. Neben Oberbürgermeisterin Henriette Reker hatte sich besonders der Sohn Karl Küppers, Gerhard Küpper, vehement gegen diese Initiative gewehrt. Sein Vater habe die „Vorgängerpartei“ der AfD, „so will ich das mal bezeichnen“, die NSDAP, „bis aufs Messer“ bekämpft, und das unter Einsatz seines Lebens. „Und gerade diese Leute […] wollen ihn aufs Schild heben, um damit in gewisser Weise von ihren eigenen Zielen abzulenken.“ Die AfD sei „abartig“ und „faschistoid“, der Antrag sei ein „Schlag ins Gesicht meines Vaters“.
Unabhängig davon wurde am 26. Mai 2020 anlässlich des 50. Todestages Küppers im Kölner Gürzenich eine Gedenkplatte zu seinen Ehren enthüllt.

## Karl-Küpper-Preis

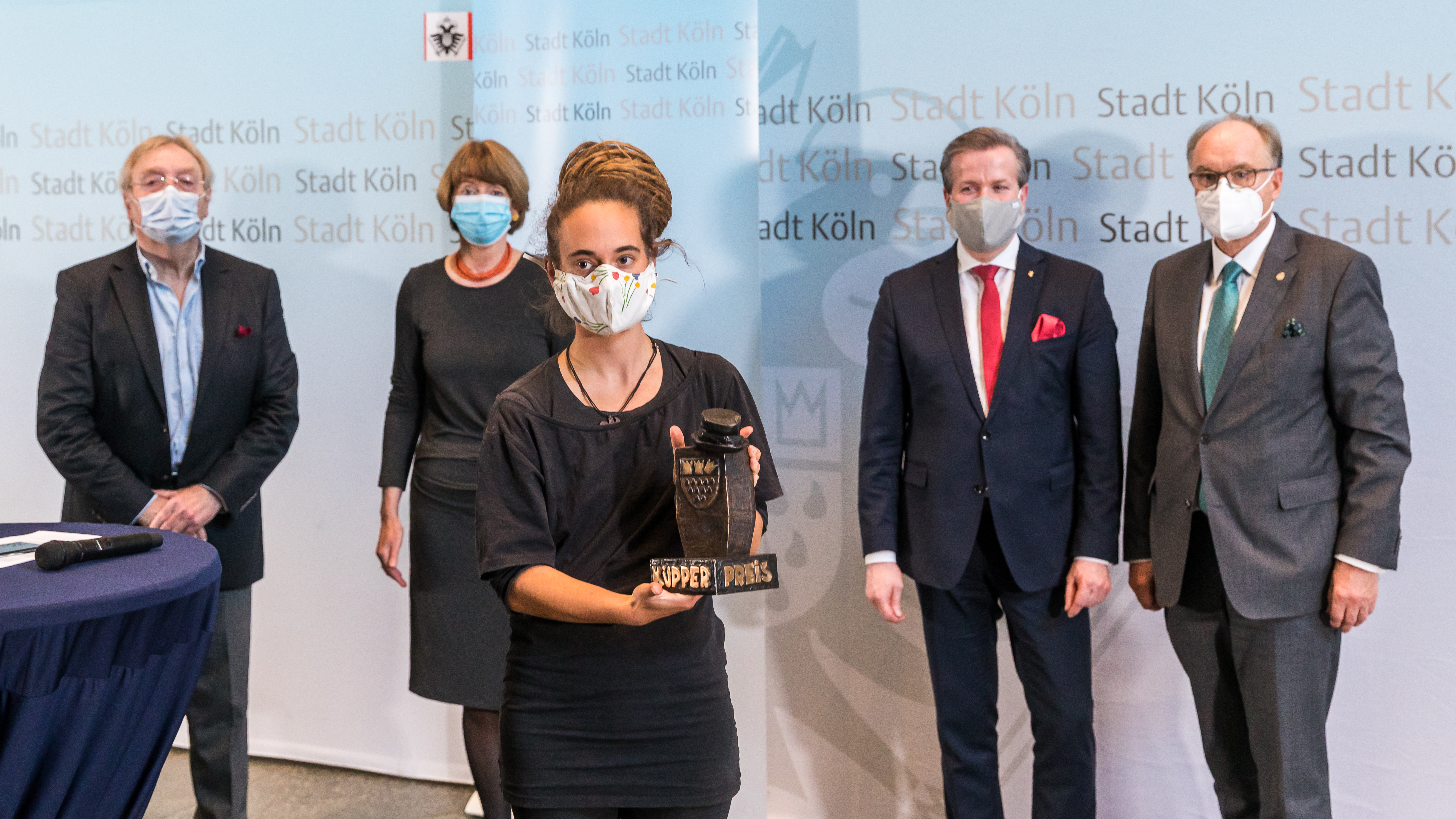
Carola Rackete mit dem Karl-Küpper-Preis, 2020

Seit 2020 wird in Köln der Karl-Küpper-Preis an Menschen vergeben, die sich für den Schutz der Demokratie und gegen Rassismus, Antisemitismus und jede Form der Diskriminierung engagieren. Initiatoren des Preises waren das Festkomitee Kölner Karneval und die Freunde und Förderer des Kölnischen Brauchtums. Eine fünfköpfige Jury, bestehend aus Oberbürgermeisterin Henriette Reker, Bernhard Conin, dem Vorsitzendem der Freunde und Förderer des Kölnischen Brauchtums, Festkomiteepräsident Christoph Kuckelkorn, Werner Jung, Direktor des NS-Dokumentationszentrums Kölns sowie einem Vertreter der Familie Küpper, wird die Preisträger bestimmen. (Stand 2020).
Erste Preisträgerin ist 2020 die Menschenrechtsaktivistin und Kapitänin Carola Rackete. Im November 2022 wurde der Kölner Lehrer und Musiker Rolly Brings für seinen Einsatz gegen  Rassismus, Ausgrenzung und Diskriminierung mit dem Preis gewürdigt. 2024 erhielt den Preis der Künstler Gunter Demnig mit seinen Stolpersteinen zur Erinnerung an Opfer der NS-Zeit.